# Bayramlı, Kadınhanı
Bayramlı là một xã thuộc huyện Kadınhanı, tỉnh Konya, Thổ Nhĩ Kỳ. Dân số thời điểm năm 2011 là 222 người.